# Komitat Ödenburg
Das Komitat Sopron, auch Komitat Ödenburg genannt (ungarisch Sopron vármegye; lateinisch comitatus Soproniensis), war eine Verwaltungseinheit im Westen des Königreichs Ungarn. Verwaltungssitz war Sopron (Ödenburg).
Das Gebiet liegt im ehemaligen Westungarn und in den heutigen östlichen Landesteilen Österreichs (auf dem Gebiet des heutigen Burgenlands).

## Lage

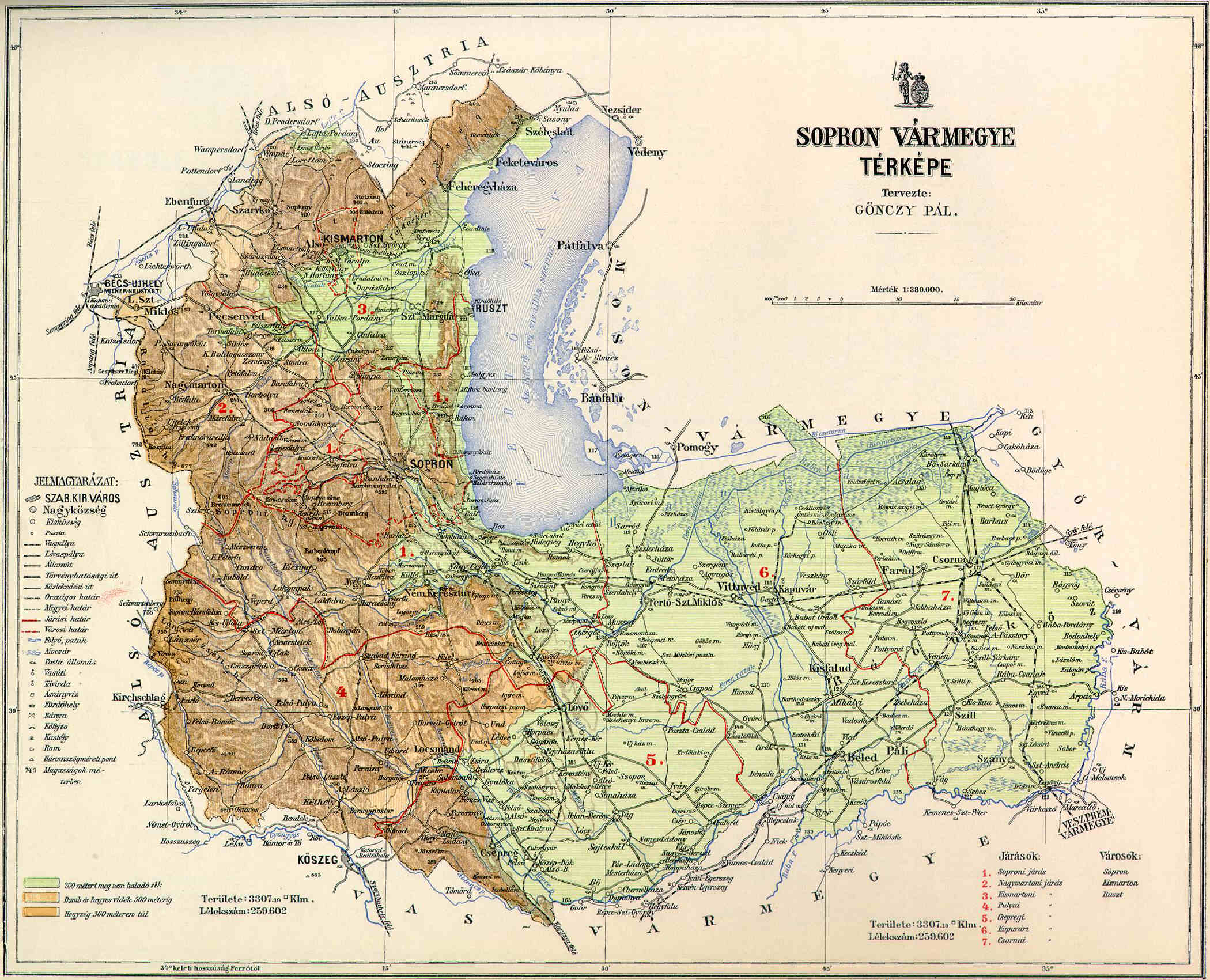
Karte des Komitats Ödenburg um 1890

Das Komitat grenzte an das österreichische Kronland Niederösterreich sowie die ungarischen Komitate Wieselburg (Moson), Raab (Győr), Wesprim (Veszprém) und Eisenburg (Vas). Im mittleren und nördlichen Teil des Komitats lag der Neusiedler See.

## Geschichte
Das Komitat entstand im 11. Jahrhundert und bestand in dieser Form bis 1918. Der westliche Teil kam zu dem erst 1921 offiziell entstandenen Burgenland in Österreich, während der östliche Teil bei Ungarn verblieb. Die ursprünglich Österreich zugesprochene Stadt Ödenburg (ungar. Sopron) kam durch einen Volksentscheid doch an Ungarn. Durch die große Komitatsreform 1950 kam das stark verkleinerte Komitat zum Komitat Győr-Moson hinzu, ein kleiner Teil wurde dabei dem Komitat Vas zugeschlagen.

## Bevölkerungsentwicklung
| Bevölkerung im Komitat Ödenburg nach Volksgruppen (1890–1910) | Bevölkerung im Komitat Ödenburg nach Volksgruppen (1890–1910) | Bevölkerung im Komitat Ödenburg nach Volksgruppen (1890–1910) | Bevölkerung im Komitat Ödenburg nach Volksgruppen (1890–1910) | Bevölkerung im Komitat Ödenburg nach Volksgruppen (1890–1910) | Bevölkerung im Komitat Ödenburg nach Volksgruppen (1890–1910) | Bevölkerung im Komitat Ödenburg nach Volksgruppen (1890–1910) |
| Jahr                                                          | Deutsch                                                       | Ungarisch                                                     | Kroatisch                                                     | Slowakisch                                                    | Jüdisch                                                       | Gesamt                                                        |
| ------------------------------------------------------------- | ------------------------------------------------------------- | ------------------------------------------------------------- | ------------------------------------------------------------- | ------------------------------------------------------------- | ------------------------------------------------------------- | ------------------------------------------------------------- |
| 1890                                                          | 105.043 (40,5 %)                                              | 122.334 (47,1 %)                                              | 30.160 (11,6 %)                                               | -                                                             | -                                                             | 259.602                                                       |
| 1900                                                          | 109.369 (39,1 %)                                              | 136.616 (48,8 %)                                              | 31.317 (11,0 %)                                               | 505 (0,2 %)                                                   | 1.951 (0,7 %)                                                 | 279.796                                                       |
| 1910                                                          | 109.160 (38,5 %)                                              | 141.011 (49,7 %)                                              | 31.004 (10,9 %)                                               | 397 (0,1 %)                                                   | 1.886 (0,7 %)                                                 | 283.510                                                       |

## Bezirksunterteilung

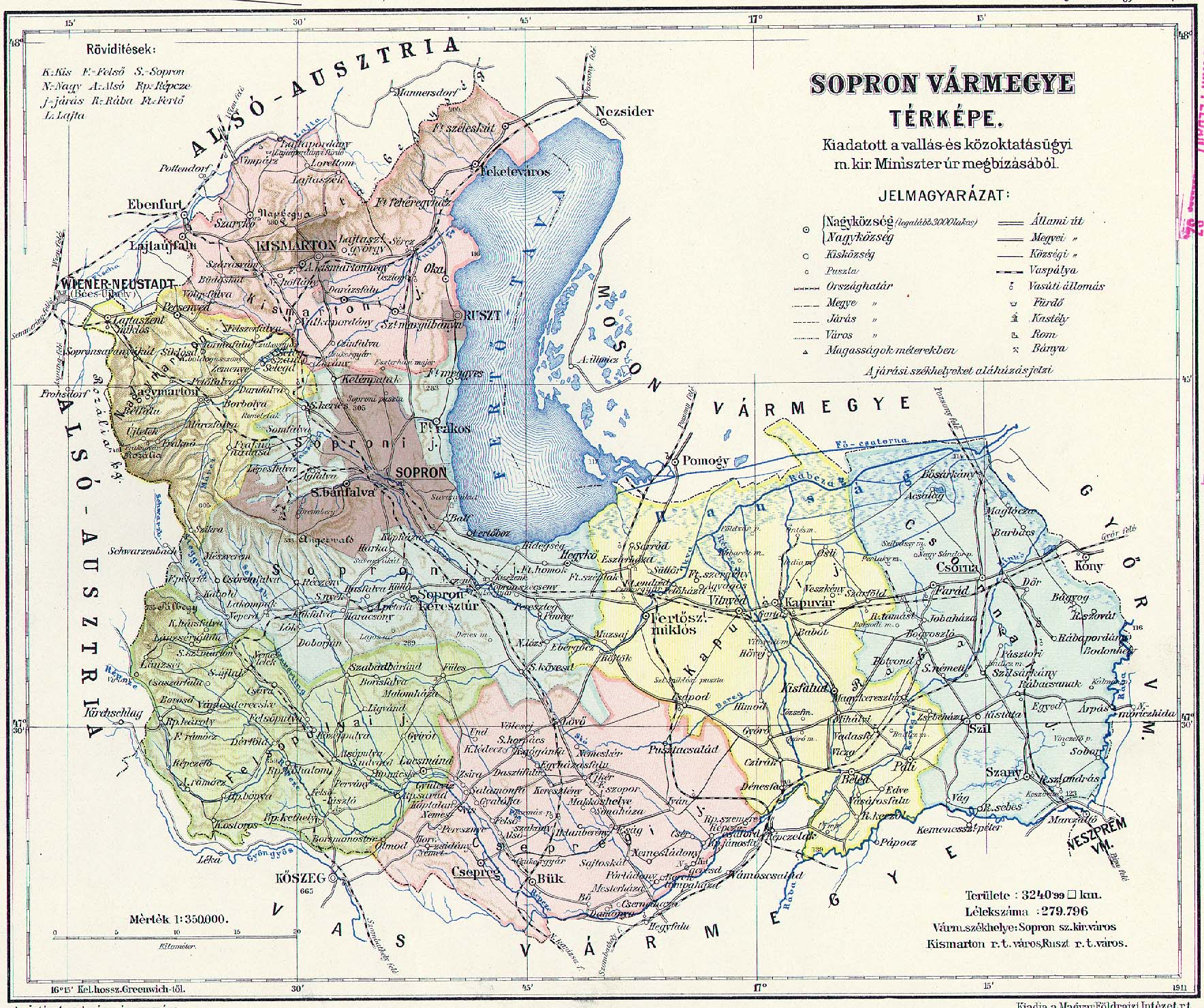
Administrative Karte

Im frühen 20. Jahrhundert bestanden folgende Stuhlbezirke (nach dem Namen des Verwaltungssitzes benannt):
| Stuhlbezirke (járások)                      | Stuhlbezirke (járások)           |
| Stuhlbezirk                                 | Verwaltungssitz                  |
| ------------------------------------------- | -------------------------------- |
| Bezirk Csepreg                              | Csepreg                          |
| Bezirk Csorna                               | Csorna                           |
| Bezirk Felsőpulya                           | Felsőpulya, heute Oberpullendorf |
| Bezirk Kapuvár                              | Kapuvár                          |
| Bezirk Kismarton                            | Kismarton, heute Eisenstadt      |
| Bezirk Nagymarton                           | Nagymarton, heute Mattersburg    |
| Bezirk Sopron                               | Sopron                           |
| Munizipalstadt (törvényhatósági jogú város) |                                  |
| Sopron                                      |                                  |
| Stadtbezirke (rendezett tanácsú városok)    |                                  |
| Kismarton, heute Eisenstadt                 |                                  |
| Ruszt, heute Rust                           |                                  |

Die Städte Oberpullendorf, Eisenstadt, Mattersburg und Rust liegen im heutigen Österreich, alle anderen Orte im heutigen Ungarn.
Der Stuhlbezirk Eisenstadt entspricht dem heutigen Bezirk Eisenstadt-Umgebung und der Stuhlbezirk Mattersburg dem heutigen Bezirk Mattersburg des Burgenlandes. Dem Stuhlbezirk Oberpullendorf entspricht der Bezirk Oberpullendorf, der allerdings 1921 einige Gemeinden des Stuhlbezirks Ödenburg erhielt.